# Rubus idaeus

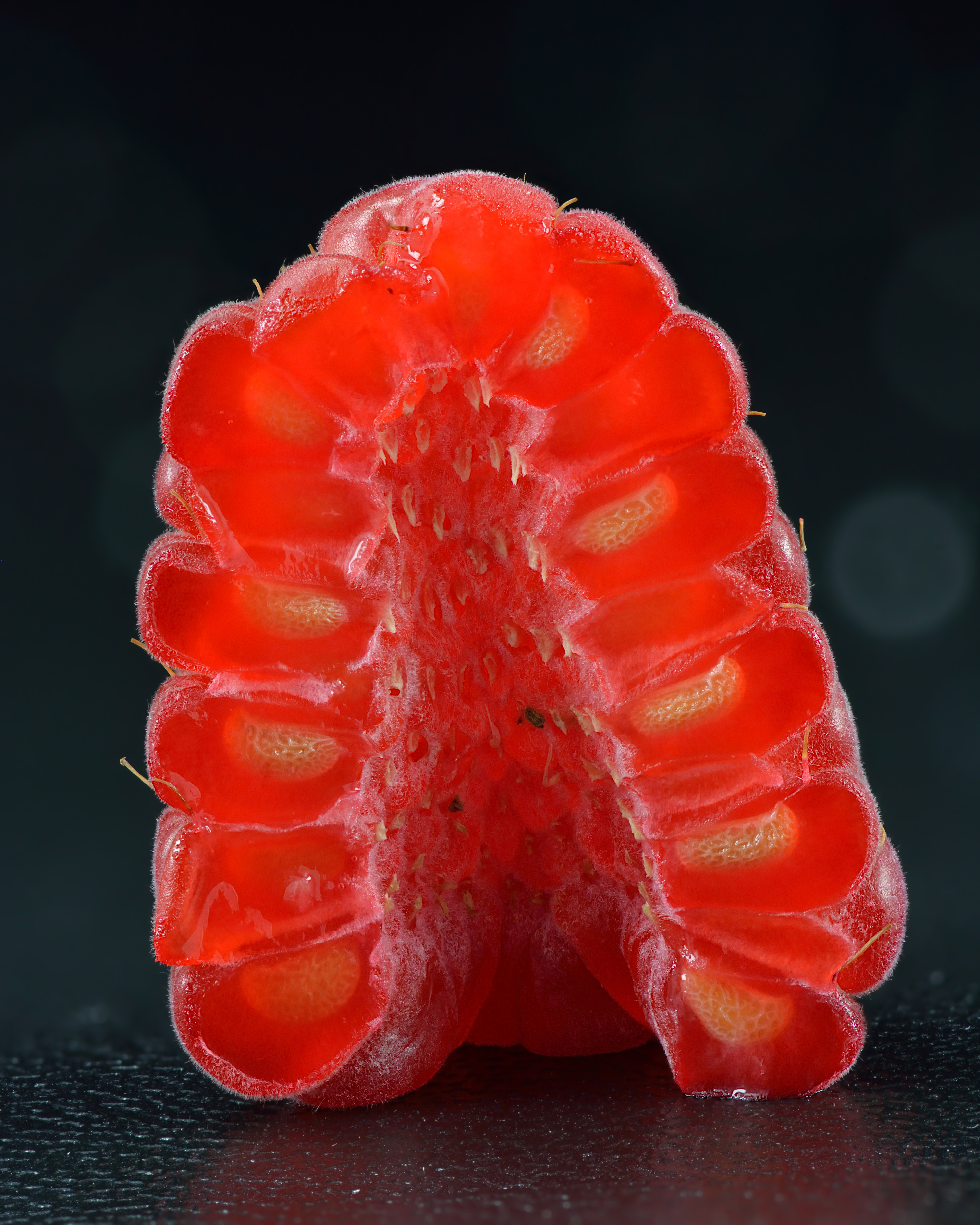
Corte transversal

Rubus idaeus, de nombre común frambuesa, es un arbusto del género Rubus nativo de Europa y norte de Asia. Su fruto comestible, la frambuesa roja, es un eterio formado por varias drupas, al igual que la frambuesa negra (Rubus occidentalis) y la frambuesa azul (Rubus leucodermis) oriundas de América.

## Descripción

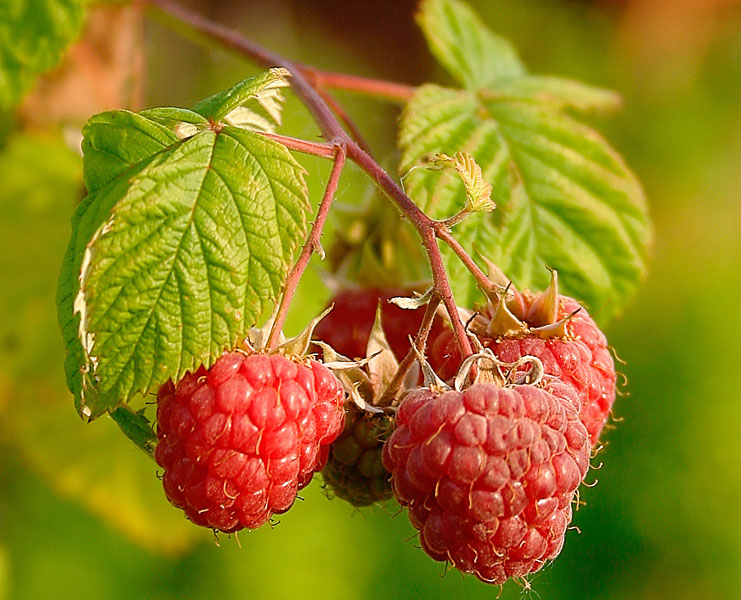
Frutos maduros

Arbusto caducifolio de entre 140 a 250 cm de altura. Las ramas surgen de un corto tallo subterráneo muy ramificado, las jóvenes se extienden horizontalmente durante el primer año y durante el segundo ciclo vegetativo crecen erectas y se cubren de pequeñas espinas y vellosidad amarillo dorada. Las hojas pueden ser imparipinnadas o ternadas con 3 a 7 folíolos ovados con márgenes serrados, haz verde y envés blanquecino. Florece sobre las ramas del segundo año y tras la fructificación estas se secan. La inflorescencia racimosa puede ser terminal o axilar, con pocas flores pendulares de 5 sépalos y 5 pétalos caducos, las flores pueden ser blancas o rosas.
El fruto es una polidrupa de sabor fuerte y dulce. La frambuesa fructifica a finales de verano o principios de otoño, es ovalado y esta lleno de pelos. Esta fruta del bosque es parecida a la zarzamora, pero más pequeña y blanda.

## Distribución y hábitat
Crece con mayor frecuencia en claros de bosques o prados, en altitudes hasta los 1200 msnm, en especial donde el fuego o las talas han dejado un espacio abierto para que medre esta colonizadora oportunista. Es de fácil cultivo y tiene tendencia a extenderse a menos que se la mantenga bajo control. Prefiere suelos profundos y ácidos, pues los calcáreos le producen clorosis.

## Variedades

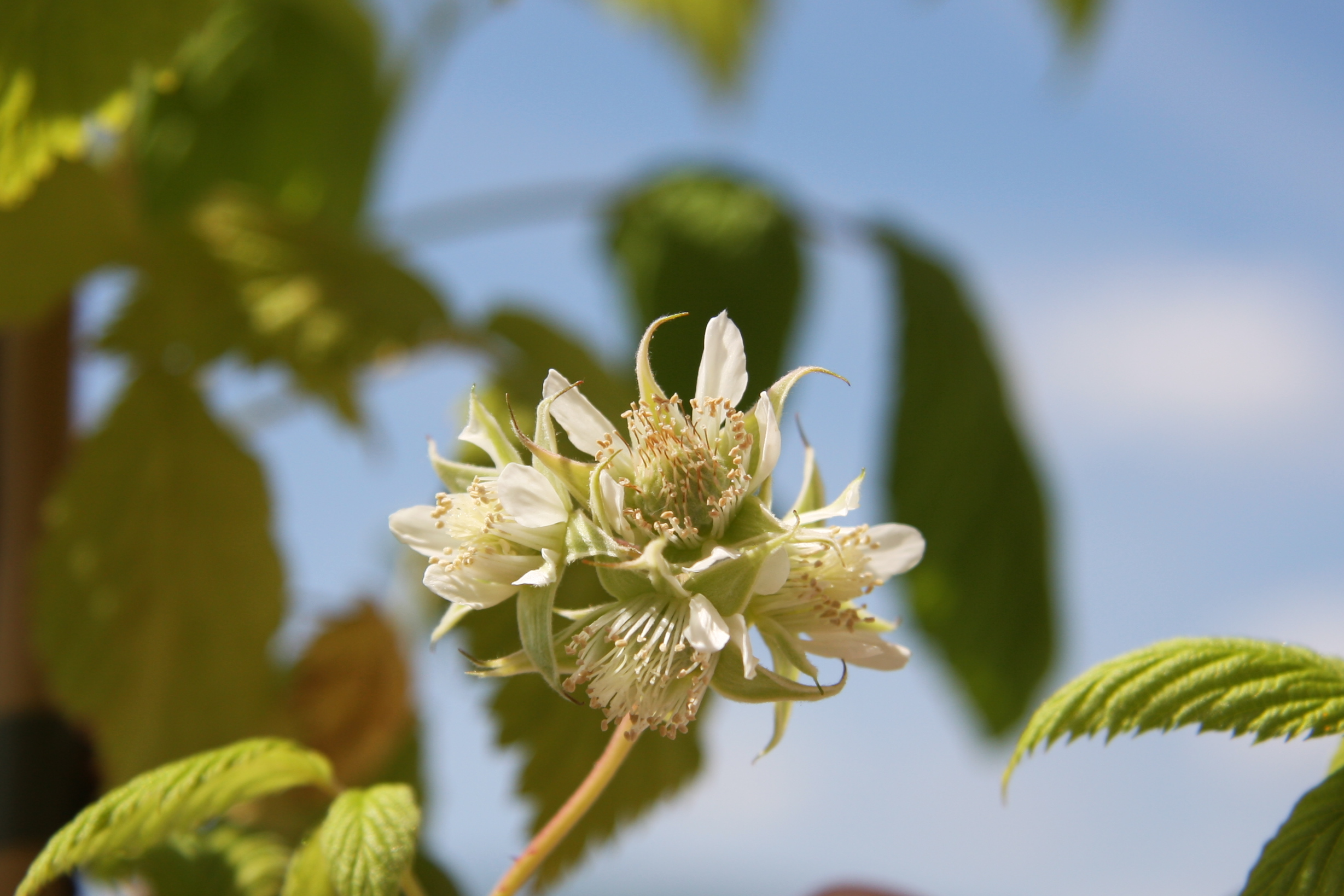
Inflorescencia

Actualmente existen dos cruces de Rubus idaeus con especies americanas Rubus occidentalis. De estos cruces se han obtenido diferentes variedades para mejorar la producción de fruto, que llega a las dos cosechas anuales (floración de primavera y estival).

La frambuesa amarilla se adapta fácilmente a zonas húmedas, creciendo generalmente en campos, zonas pantanosas y en bosques claros. Es consumida habitualmente en países escandinavos. Presenta tres variedades: goldie, amber y fallgold. También esta la frambuesa púrpura (Rubus idaeus subsp. strigosus) una variedad un poco más larga con un fruto púrpura.

## Propiedades
Entre otros nutrientes, sus frutas contienen cantidades considerables de ácido elágico, una sustancia que podría ser beneficiosa en la quimioprevención de ciertos tipos de cáncer. Las frambuesas oscuras (negras y azules) contienen cantidades considerables de antocianina —igual que el ácido elágico, un biofenol— que se aplica contra los radicales libres de oxígeno, los que provocan la degeneración de células y de los órganos en mamíferos. Estudios de la Universidad Estatal de Ohio dirigidos por el profesor Gary Stoner llevaron a la presentación de una solicitud de patente en los Estados Unidos (USPTO), respecto de los usos del ácido elágico y la antocianina para combatir la degeneración de órganos y diferentes tipos de cáncer.

## Química
La vitamina C y los compuestos fenólicos están presentes en las frambuesas rojas. En particular, las antocianinas cianidina-3-sophorosida, cianidina-3-(2 (G) -glucosylrutinoside) y cianidina-3-glucósido, los dos elagitaninos sanguiin H-6 y lambertianina C están presentes junto con niveles de trazas de flavonoles, ácido elágico e hidroxicinamato.
Los compuestos polifenólicos de las semillas de frambuesa tienen efectos antioxidantes in vitro, pero no tienen efecto antioxidante demostrado en los seres humanos. A pesar de las cetonas de frambuesa que se encuentran en los aceites de semillas se comercializan como que tienen beneficios para bajar de peso, no hay evidencia clínica de este efecto en los seres humanos.

## Taxonomía
Rubus idaeus fue descrita por Carlos Linneo y publicada en Species Plantarum 1: 492-493. 1753.
Etimología
Ver: Rubus
idaeus: epíteto latino que significa "del monte Ida".
Variedades
- Rubus idaeus f. albus (Weston) Rehder
- Rubus idaeus f. biflorus (Weston) Rehder
- Rubus idaeus f. laevis (Weston) Rehder
- Rubus idaeus subsp. melanolasius Dieck ex Focke
- Rubus idaeus subsp. nipponicus Focke
- Rubus idaeus f. sterilis (Kóhler) Focke
- Rubus idaeus subsp. strigosus (Michx.) Focke
- Rubus idaeus f. succineus Rehder
- Rubus idaeus f. tonsus Fernald
- Rubus idaeus var. viburnifolius (Greene) A.Berger

Sinonimia
- Batidaea idea (L.) Nieuwl.
- Batidaea strigosa subsp. itascica Greene
- Batidaea vulgaris Nieuwl.
- Batidea peramoena Greene
- Rubus acanthocladus Borb s
- Rubus buschii (Rozanova) Grossh.
- Rubus chrysocarpus Čelak. ex Gyer
- Rubus × euroasiaticus Sinkova
- Rubus fragrans Salisb.
- Rubus frambaesianus Lam.
- Rubus glaber Mill. ex Simonk.
- Rubus greeneanus L.H.Bailey
- Rubus leesii Bab.
- Rubus obtusifolius Willd.
- Rubus sericeus Gilib.
- Rubus strigosus var. caudatus B.L.Rob. & J.Schrenk
- Rubus vulgatus Rozanova[16]

## Nombres comunes
Los nombres comunes de la especie en español incluyen los siguientes: altimora, altimoras, antimora, artimora, frambuesa, frambueso, morapeluda, moras terreras, moras terrestres, rubo ideo espinoso, rubo ideo fructífero, rubo ideo infructífero, rubo ideo no espinoso, sangüesa, sangüesa blanca, sangüesa real, sangüesa silvestre, sangüeso, uvas de oso, yrdús, zarza idea, zarza llamada idea, zarza sin espinas.
Los nombres comunes en aragonés incluyen los siguientes: chordón, churdón, chordonera, churlestre (Ansó, donde esta palabra coexiste con la más común en el alto Aragón, chordón) y churrustel (Luesia).